# Santa Bárbara (Tarragona)
Santa Bárbara (oficialmente en catalán: Santa Bàrbara) es un municipio español, perteneciente a la provincia de Tarragona, en la comarca del Montsiá. Situado en terreno llano, en la margen derecha del río Ebro. Su población asciende a 3965 habitantes (2008, INE)

## Historia

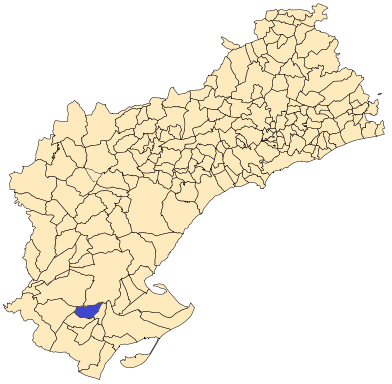
Situación de Santa Bàrbara en la provincia de Tarragona

En la zona conocida como Mianes se descubrió una necrópolis que demuestra que estas tierras estuvieron habitadas ya durante la Edad del Hierro. En total se han excavado cerca de 120 urnas y se han encontrado diversas piezas de ajuar entre las que destacan unas cadenas realizadas en bronce.
La historia del actual municipio es más reciente ya que se formó en el siglo XVIII. Los primeros colonos llegaron desde Tortosa para cultivar las tierras, hasta entonces yermas. Formó parte del ayuntamiento de La Galera hasta que se le concedió el título de municipio el 27 de julio de 1817. La plena autonomía municipal se consiguió en 1828 gracias a un decreto firmado por el rey Fernando VII.

## Geografía humana

### Demografía
Cuenta con una población de 3827 habitantes (INE 2024).
| Gráfica de evolución demográfica de Santa Bàrbara entre 1842 y 2021                                                   |
| |
| Población de derecho según los censos de población del INE. Población de hecho según los censos de población del INE. |

### Economía
El cultivo mayoritario son los olivos y cítricos. Existen dos cooperativas que se encargan de elaborar y vender el aceite que producen. Su industria más importante es la dedicada a la fabricación de muebles.

## Cultura

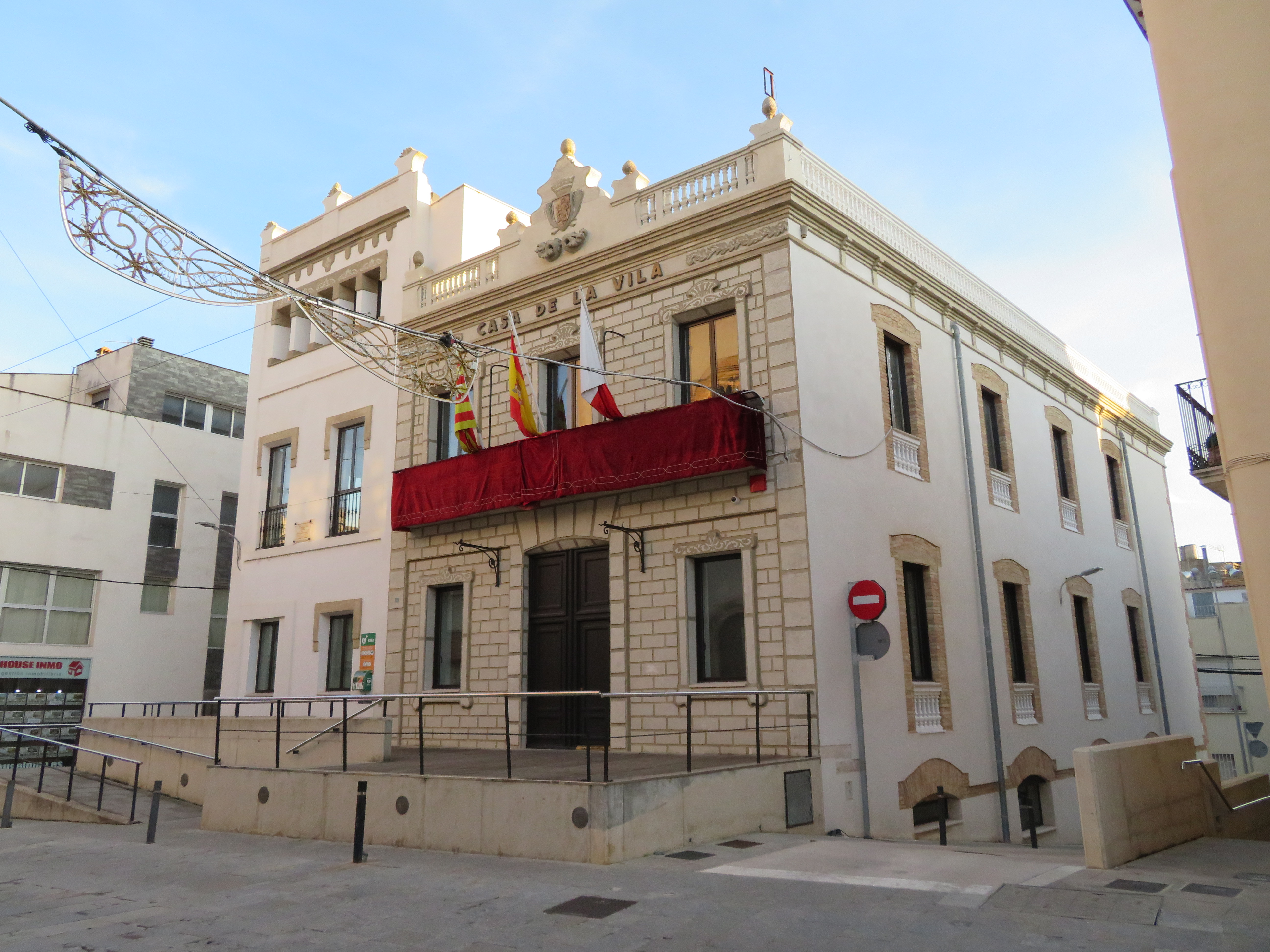
Ayuntamiento de Santa Bárbara

La iglesia parroquial está dedicada a Santa Bárbara y se construyó entre 1890 y 1913. A esta misma época pertenecen el mercado municipal, el edificio del ayuntamiento y el de la escuela municipal.
La villa cuenta con el museo de Ángel Fibla, con colección de elementos antiguos de trabajo del campo y de los medios de transporte utilizados en esa época. Además, dispone de una sala de exposición permanente de Historia Natural en la que se exponen unas 1.500 piezas de las 3.200 de las que se compone el fondo. Las piezas son principalmente de mineralogía y paleontología.
Celebra su fiesta mayor en el mes de julio. Durante el mes de diciembre tienen lugar las fiestas dedicadas a Santa Bárbara; además, durante un fin de semana de noviembre se celebra una fiesta muy importante dedicada al aceite, que es el gran promotor del pueblo. La tradicional Feria del aceite novel, los cítricos y el comercio, son punto de encuentro de los productores locales y la celebración de la primera prensada.  La plana de Sant Bàrbara también es conocida como la plana del aceite o el mar de olivos por la gran cantidad de olivos que se cultivan. Es un pueblo agrícola, dedicado sobre todo a la producción de aceite y algarrobas. Desde 1997 se organiza esta feria. En noviembre, en las primeras prensas de  aceite novel. Acuden los principales productores de la comarca. La feria coincide con las jornadas gastronómicas del aceite. En la Feria también se pueden comprar productos locales, como el aceite de oliva, aceitunas, cítricos, espárragos silvestres y butifarras. Las personas que asisten pueden degustar los mejores aceites de las mejores variedades y el pueblo recupera la esencia más viva de su tradición agrícola y cultural. La entrada es gratuita y contiene más de sesenta expositores. Concursos como el del ajo aceite, Actividades como demostraciones de preparación del terreno y recogida de aceitunas tradicional. Paseos en carros y rutas etnográficas. Talleres, charlas y conferencias; así como desayunos, degustaciones, muestras gastronómicas....